# Shavar Thomas
Shavar Thomas est un footballeur international jamaïcain né le 29 janvier 1981 à Hannah Town. Défenseur central, il joue durant toute sa carrière professionnelle aux États-Unis à l'exception de la saison 2012 au Canada avec l'Impact de Montréal.
Depuis 2017, il est entraîneur, tout d'abord au Portmore United FC pendant deux saisons puis sélectionneur de l'équipe des Îles Turques-et-Caïques et désormais entraîneur adjoint de FC Cincinnati 2.

## Biographie
Shavar Thomas fait ses débuts dans le football entre le sport universitaire US et la Jamaïque avant de participer en 2003 à la MLS SuperDraft où il est choisi en dixième position par le Burn de Dallas. Sa carrière se déroule en MLS essentiellement à Kansas City avec qui il remporte la Coupe des États-Unis.
En fin de contrat avec Kansas City, il signe le 20 janvier 2012 avec l'Impact de Montréal pour sa première saison en MLS. Son contrat n'est pas prolongé à l'issue de la saison.
Après un essai infructueux avec D.C. United, Thomas signe avec les Strikers de Fort Lauderdale le 11 mars 2013.

## Carrière internationale
Il participe à la Coupe du monde de football des moins de 20 ans 2001 en Argentine au cours de laquelle il s'impose rapidement comme un leader de la sélection jamaïcaine. Ainsi en 2004, il est le capitaine de l'équipe olympique jamaïcaine.
Il fait son retour en sélection en 2008 en remportant la Coupe caribéenne des nations 2008 puis 2010 en tant que capitaine. Il a participé aux Gold Cup de la CONCACAF en 2009 et 2011.

## Palmarès
- US Open Cup en 2004
- Coupe caribéenne des nations en 2008 et 2010